# Cyborg - La vendetta
Cyborg - La vendetta è un film del 1992 diretto da Albert Pyun ed interpretato da Olivier Gruner, Tim Thomerson, Cary-Hiroyuki Tagawa, Yuji Okumoto, Marjorie Monaghan, Brion James e Deborah Shelton.

## Trama
2027

## Produzione

### Scrittura e pre-produzione
Nel 1987 la Cannon stipulò con Albert Pyun un contratto per la realizzazione di tre film. Dopo aver diretto il thriller Pericolosamente vicini e il film d'avventura Doppio gioco, Cannon chiese a Pyun di realizzare un film d'azione più mainstream e il regista iniziò lo sviluppo di due progetti: un remake di Johnny Guitar con John Travolta ed un thriller procedurale allora intitolato Alex Rain in onore del personaggio principale. Quando il remake di Johnny Guitar venne accantonato, Pyun si dedicò interamente al progetto Alex Rain ed iniziò a sviluppare il film attorno all'attrice Kelly Lynch nei panni di un agente dell'FBI che dà la caccia ad un serial killer in una comunità neonazista. Pyun decise di ambientare il film 25 anni nel futuro e, ad un certo punto, pensò addirittura di ambientarlo su Marte 400 anni nel futuro.
Quando la Cannon si trovò in difficoltà finanziarie nell'ottobre 1986, a Pyun fu chiesto di accantonare temporaneamente Alex Rain e di concentrarsi invece sull'aiutare la casa di produzione nella realizzazion del film d'avventura Journey to the Center of the Earth. Successivamente il regista si è concentrato su altri progetti, in particolare il film Cyborg (1989).
Nel 1991, dopo aver realizzato il film in realtà virtuale Arcade: Impatto Virtuale per la Full Moon Entertainment, Pyun tornò ad occuparsi di Alex Rain. Le ricerche condotte per realizzare Arcade spinsero il regista a compiere una serie di modifica al progetto come abbassare l'età della protagonista a 13 anni e renderla una teppistella che lavora sotto copertura per un futuristico L.A.P.D.. Avendo appena lavorato con Megan Ward in Arcade, Pyun incontrò l'attrice perché intenzionato a sceglierla come protagonista.
Successivamente Pyun incontrò il dirigente di produzione della Imperial Entertainment Ash Shah e i suoi fratelli e lasciò loro la sua sceneggiatura. I fratelli Shah accettarono di produrre il film, ma vollero che il protagonista venisse cambiato da una ragazza di 13 anni ad un uomo di 30 anni, in modo da scritturare come attore il kickboxer francese Olivier Gruner. Pyun accettò e la pre-produzione del film ebbe inizio pochi giorni dopo.

## Distribuzione
Negli Stati Uniti, il film è stato distribuito nei cinema in modo limitato dalla Imperial Entertainment il 29 gennaio 1993, incassando 2.001.124 dollari al botteghino. La casa di produzione lo distribuì anche su VHS e laserdisc nello stesso anno.
Il film è stato distribuito in DVD dalla Sterling Home Entertainment nel 1998.

## Accoglienza
Il film detiene un punteggio positivo del 67% su Rotten Tomatoes sulla base di cinque recensioni.
Kevin Thomas del Los Angeles Times ha scritto che le idee a volte provocatorie del film compensano la sua trama contorta e che l'enfasi sull'azione è a scapito dell'esposizione. Thomas si è però anche complimentato per gli effetti speciali del film.

## Sequels
Il film ha avuto quattro sequel, tre dei quali diretti dallo stesso Pyun e distribuiti direttamente in home video: Cyborg Terminator 2 (Nemesis 2: Nebula) (1995),  Cyborg Terminator 3 (Nemesis III: Prey Harder) (1996), Nemesis 4: Death Angel (1996) e Nemesis 5: The New Model (2017).